# فيكن دردريان
فيكن دردريان (بالفارسية: ويگن دردريان); (بالأرمنية: Վիգեն Դէրդէրեան) موالید 23 نوفمبر 1929 - وفیات 26 أوكتوبر 2003)) ولد لأسرة أرمنية في همدان، إيران. دُعي «بسلطان البوب» و «سلطان الجاز الفارسي»، وسلطان الاغنية الإيرانية. يعد من أكثر المغنين تأثيرًا على الموسيقى الفارسية. كان يعمل مع شعراء وملحنين إيرانيين معروفين على مستوى الأغنية الإيرانية. تزوج وأنجب أربعة بنات.

## مواقع خارجية
- فيكن دردريان على موقع IMDb (الإنجليزية)
- فيكن دردريان على موقع ميوزك برينز (الإنجليزية)
- فيكن دردريان على موقع أول ميوزيك (الإنجليزية)
- فيكن دردريان على موقع ديسكوغز (الإنجليزية)
- فيكن دردريان على موقع قاعدة بيانات الفيلم (الإنجليزية)
- Vigen Death in BBC
- Vigen Biography on BBC Persian
- Vigen Bio on Iranian Chamber